# Sveta Helena (Kőrös)
Sveta Helena falu Horvátországban Kapronca-Kőrös megyében. Közigazgatásilag Kőröshöz tartozik.

## Fekvése
Kőröstől 7 km-re északra fekszik.

## Története
1857-ben 310, 1910-ben 473 lakosa volt. Trianonig Belovár-Kőrös vármegye Kőrösi járásához tartozott. 2001-ben 345 lakosa volt.

## Nevezetességei
Szent Ilona tiszteletére szentelt temploma egyhajós épület, téglalap alaprajzzal, négyszögletes szentéllyel, sekrestyével és a főhomlokzat mentén épített harangtoronnyal. A templom gótikus-barokk stílusú. A gótikus építészeti elemek közül megmaradtak a főhomlokzat ajtókeretei és a sekrestye bejárata, a szentély geometriai alakzatú konzolokon nyugvó keresztboltozata, a diadalív és a szentélyben lévő fali tabernákulum. A hajót fából készült mennyezet borítja. A berendezés többnyire a 17. és 18. századból származik.